# Jekatierina Łarionowa
Jekatierina Łarionowa (kaz. Екатерина Алексеевна Ларионова;ur. 23 stycznia 1994) – kazachska zapaśniczka. Brązowa medalistka olimpijska z Rio de Janeiro 2016 w kategorii 63 kg.
Trzecia na mistrzostwach świata w 2013. Ósma na igrzyskach azjatyckich w 2014. Brązowa medalistka mistrzostw Azji w 2014 i 2015. Piąta na Uniwersjadzie w 2013. Mistrzyni Azji juniorów w 2013 i 2014. Wicemistrzyni świata juniorów w 2014 roku.